# Gymnopsyra magnipunctata
Gymnopsyra magnipunctata là một loài bọ cánh cứng trong họ Cerambycidae.